# Герсілія
Герсі́лія (лат. Hersilia) — дочка царя сабінів Тація. Коли римляни викрали її разом з іншими сабінянками, вона стала дружиною Ромула; була шанована в Римі під ім'ям Гора Квіріна.
На її честь названо астероїд 206 Герсілія. Відзначена на Поверсі спадщини Джуді Чикаго.